# گونوی-وپ
گونوی-وپ (به لاتین: Gunwi-eup) یک منطقهٔ مسکونی در کره جنوبی است که در جئونسانگبوک-دو واقع شده‌است. گونوی-وپ ۸۴٫۰۵ کیلومتر مربع مساحت و ۸٬۱۲۲ نفر جمعیت دارد.